# Cautious Hero
Cautious Hero (この勇者が俺TUEEEくせに慎重すぎる?, Kono yūsha ga ore tueee kuseni shinchō sugiru, lett. "Questo prode è sgravo, ma un po' troppo prudente") è una serie di light novel scritta da Light Tuchihi e illustrata da Saori Toyota, edita da Kadokawa Shoten sotto l'etichetta Kadokawa Books dal 10 febbraio 2017. Un adattamento manga è stato serializzato sulla rivista Monthly Dragon Age dal 9 novembre 2018 al 7 ottobre 2022, mentre un adattamento anime, prodotto da White Fox, è stato trasmesso in Giappone tra il 2 ottobre e il 29 dicembre 2019.

## Trama
Ristarte è una dea alle prime armi che è incaricata di salvare il mondo di Gaeabrande dal Signore dei Demoni convocando un eroe umano. Gaeabrande è un mondo di classe S e perciò è estremamente pericoloso, quindi Ristarte conduce un'attenta selezione dell'eroe che avrà il compito di prevalere sui nemici. Alla fine convoca un giovane chiamato Seiya Ryuguin, le cui statistiche sono molto superiori a quelle di qualsiasi altro contendente. Sfortunatamente, dopo averlo evocato, Ristarte scopre con sgomento che è ridicolmente cauto su tutto, ed inizialmente non si fida nemmeno di lei. Seiya si rifiuta addirittura di entrare nelle aree più sicure di Gaeabrande fino a quando non avrà raggiunto un livello con cui si sente a proprio agio e questa sua ritrosia farà impazzire la povera dea. Tuttavia, quando la coppia si recherà finalmente a Gaeabrande, gli eventi che accadranno dimostreranno che l'eccessiva cautela dell'eroe è più che giustificata.

## Personaggi

Mash, Seiya, Ristarte e Elulu nella serie anime

Seiya Ryuguin (竜宮院 聖哉?, Ryūgūin Seiya)
Doppiato da: Yūichirō Umehara
Un eroe "sgravo" che eccelle in tutto, affetto però da un piccolo problema: è troppo cauto.
Ristarte (リスタルテ?, Risutarute)
Doppiata da: Aki Toyosaki
La dea della guarigione che ha il compito di scegliere un eroe per salvare Gaeabrande, e per tale motivo evoca Seiya. Al primo incontro con quest'ultimo, si infatua immediatamente di lui per il suo fisico perfetto e per la sua carnagione.
Mash (マッシュ?, Masshu)
Doppiato da: Kengo Kawanishi
Un giovane guerriero draconico che finisce per diventare l'apprendista di Seiya e uno dei suoi portabagagli.
Elulu (エルル?, Eruru)
Doppiata da: Aoi Koga
Una giovane maga draconica nonché amica d'infanzia di Mash. Come quest'ultimo, finisce per diventare una portabagagli di Seiya. È un'apprendista maga in fase di apprendimento, che si concentra maggiormente sulle abilità di supporto.
Ariadoa (アリアドア?)
Doppiata da: Hibiku Yamamura
La dea dei sigilli e superiore di Ristarte con la quale ha un ottimo rapporto dato che la considera la sua prediletta. Proprietaria della tenuta, in passato ha salvato numerosi mondi dalla distruzione.
Cerceus (セルセウス?, Seruseusu)
Doppiato da: Atsushi Ono
Un dio muscoloso che brandisce una spada nota come la Lama Divina. Inizialmente Seiya chiederà di farsi addestrare da quest'ultimo, ma nel giro di poco tempo Cerceus finirà per perdere completamente fiducia nelle sue capacità al punto di non volere più vedere una spada in vita sua, prendendo così il passatempo di cucinare.
Ishtar (イシスター?, Ishisutā)
Doppiata da: Keiko Han
La dea superiore che funge da capo degli altri dei. È una persona molto saggia.
Valkyrie (ヴァルキュレ?, Varukyure)
Doppiata da: Ai Fairouz
La dea della distruzione. Nonostante inizialmente restia, deciderà di allenare Seiya.
Hestiaca (ヘスティカ?, Hesutika)
Doppiata da: Sayumi Watabe
La dea del fuoco.
Adenela (アデネラ?, Adenera)
Doppiata da: Shiori Izawa
La dea della guerra. Prende una grande cotta per Seiya, a tal punto da impazzire e mostrare atteggiamenti dementi quando questi la rifiuta.
Mitis (ミティス?, Mitisu)
Doppiata da: Kotono Mitsuishi
La dea del tiro con l'arco, è nota a tutti per la sua ninfomania.

## Media

### Light novel
L'opera, scritta e ideata da Light Tuchihi, è stata inizialmente pubblicata a puntate dall'autore sul sito web per contenuti generati dagli utenti Kakuyomu di Kadokawa da giugno 2016. È stata poi acquistata da Kadokawa Shoten e adattata in una serie di light novel con le illustrazioni di Saori Toyota. Il primo volume è stato pubblicato sotto l'etichetta Kadokawa Books il 10 febbraio 2017, e al 10 dicembre 2019 ne sono stati messi in vendita in tutto sette. In America del Nord i diritti per un'edizione in lingua inglese sono stati acquistati da Yen Press.
| Nº | Data di prima pubblicazione | Data di prima pubblicazione | Data di prima pubblicazione |
| Nº | Giapponese                  | Giapponese                  |                             |
| -- | --------------------------- | --------------------------- | --------------------------- |
| 1  | 10 febbraio 2017            | ISBN 978-4-04-072184-2      |                             |
| 2  | 9 giugno 2017               | ISBN 978-4-04-072322-8      |                             |
| 3  | 10 novembre 2017            | ISBN 978-4-04-072496-6      |                             |
| 4  | 10 maggio 2018              | ISBN 978-4-04-072716-5      |                             |
| 5  | 10 novembre 2018            | ISBN 978-4-04-072956-5      |                             |
| 6  | 10 ottobre 2019             | ISBN 978-4-04-073349-4      |                             |
| 7  | 10 dicembre 2019            | ISBN 978-4-04-073417-0      |                             |

### Manga
Un adattamento manga, disegnato da Koyuki, è stato serializzato sulla rivista Monthly Dragon Age di Fujimi Shobō dal 9 novembre 2018 al 7 ottobre 2022. I capitoli sono stati raccolti in 6 volumi tankōbon pubblicati dal 9 maggio 2019 al 9 dicembre 2022. In America del Nord i diritti sono stati acquistati come per le light novel da Yen Press.
| Nº | Data di prima pubblicazione | Data di prima pubblicazione | Data di prima pubblicazione |
| Nº | Giapponese                  | Giapponese                  |                             |
| -- | --------------------------- | --------------------------- | --------------------------- |
| 1  | 9 maggio 2019               | ISBN 978-4-04-073152-0      |                             |
| 2  | 9 ottobre 2019              | ISBN 978-4-04-073355-5      |                             |
| 3  | 9 settembre 2020            | ISBN 978-4-04-073798-0      |                             |
| 4  | 8 giugno 2021               | ISBN 978-4-04-074118-5      |                             |
| 5  | 9 marzo 2022                | ISBN 978-4-04-074462-9      |                             |
| 6  | 9 dicembre 2022             | ISBN 978-4-04-074783-5      |                             |

### Anime
Un adattamento anime, prodotto da White Fox e diretto da Masayuki Sakoi, è andato in onda sulle televisioni giapponesi tra il 2 ottobre e il 29 dicembre 2019. La composizione della serie è stata affidata a Kenta Ihara, mentre la colonna sonora è stata composta da Yoshiaki Fujisawa. Le sigle di apertura e chiusura sono rispettivamente Tit for Tat di Myth & Roid e Be Perfect, Plz! di Riko Azuna. Gli episodi sono stati trasmessi in simulcast da Dynit su VVVVID coi sottotitoli in lingua italiana e da Funimation col doppiaggio in lingua inglese.

#### Episodi
| Nº  | Titolo italiano Giapponese 「Kanji」 - Rōmaji                                                                                          | In onda          | In onda |
| Nº  | Titolo italiano Giapponese 「Kanji」 - Rōmaji                                                                                          | Giapponese       |         |
| 1   | Questo prode guerriero è un po' troppo arrogante 「この勇者が傲慢すぎる」 - Kono yūsha ga gōman sugiru                                 | 2 ottobre 2019   |         |
| 2   | Un fardello troppo pesante per una dea alle prime armi 「新米女神には荷が重すぎる」 - Shinmai megami ni wa ni ga omosugiru             | 9 ottobre 2019   |         |
| 3   | Questo prode guerriero è un po' troppo egoista 「この勇者は身勝手すぎる」 - Kono yūsha wa migatte sugiru                               | 23 ottobre 2019  |         |
| 4   | I compagni non servono a nulla 「仲間なんて超いらなすぎる」 - Nakama nante chō iranasugiru                                             | 30 ottobre 2019  |         |
| 5   | Questa dea è un po' troppo inquietante 「この女神が不気味すぎる」 - Kono megami ga bukimi sugiru                                       | 6 novembre 2019  |         |
| 6   | Questa regina dei draghi è un po' troppo ingiusta 「竜王なのにズルすぎる」 - Ryūō na noni zurusugiru                                   | 13 novembre 2019 |         |
| 7   | Questa donna cavaliere è un po' troppo canina 「この女騎士が犬っぽすぎる」 - Kono onna kishi ga inupposugiru                           | 20 novembre 2019 |         |
| 8   | Nonostante le apparenze è una gran pervertita 「清楚なくせに淫乱すぎる」 - Seiso na kuseni inran sugiru                                | 27 novembre 2019 |         |
| 9   | Questo mietitore è un po' troppo invincibile 「死神がとにかく無敵すぎる」 - Shinigami ga tonikaku muteki sugiru                        | 4 dicembre 2019  |         |
| 9.5 | Episodio riassuntivo 「総集編」 - Sōshūhen                                                                                             | 11 dicembre 2019 |         |
| 9.5 | Episodio riassuntivo degli eventi delle prime 9 puntate.                                                                               |                  |         |
| 10  | Pur essendo un vecchio è un po' troppo forte 「老人なのに強すぎる」 - Rōjin na noni tsuyosugiru                                        | 18 dicembre 2019 |         |
| 11  | Questa verità è un po' troppo pesante 「その真実は重すぎる」 - Sono shinjitsu wa omosugiru                                             | 25 dicembre 2019 |         |
| 12  | Questo prode è sgravo, ma un po' troppo prudente 「この勇者が俺TUEEEくせに慎重すぎる」 - Kono yūsha ga ore tueee kuseni shinchō sugiru | 29 dicembre 2019 |         |

#### Spin-off
Seiya e Ristarte hanno compiuto un breve cameo nell'episodio 11 della seconda stagione dello spin-off crossover Isekai Quartet.

## Accoglienza
Lorenzo Campanini di MangaForever ha considerato Cautious Hero come il terzo anime rivelazione del 2019.